# Suomenlinna
Suomenlinna (dříve a švédsky nazývaný Sveaborg) je námořní obranná pevnost a název ostrovů, rozkládající se na osmi dodnes obydlených ostrovech před vjezdem do přístavu finského hlavního města Helsinky a má současně i statut předměstí Helsinek. Nachází se ve Finském zálivu v okrese Ullanlinna v Jižním hlavním obvodu (Eteläinen suurpiiri) města Helsinky.

## Ostrovy
Pět ostrovů (Kustaanmiekka, Pikku Mustasaari, Iso Mustasaari, Länsi-Mustasaari a Susisaari) je spojeno několika mosty. Další tři ostrovy jsou Särkkä, Lonna a Pormestarinluodot. Plocha všech ostrovů činí 0,8 km², žije zde kolem 850 obyvatel. Ostrovy jsou přístupné místní městskou lodní dopravou či soukromými dopravci.

## Historie
Pevnost se začala budovat roku 1748 (Finsko bylo tehdy ještě součástí švédského království), když Petr Veliký založil Petrohrad a pevnost Kronštadt a začal si tím nárokovat vliv v Baltickém moři. Pro svůj význam byla pevnost často nazývána Gibraltarem severu. Při obsazení Finska ruskou armádou v roce 1808 připadla pevnost Rusku až po dohodnuté kapitulaci. Součástí Finska se stala až roku 1918, tedy rok po vyhlášení nezávislosti; byla totiž využívána bělogvardějci jako vězení.
Ostrovy, které jsou velice snadno dosažitelné z Helsinek, jsou oblíbeným turistickým cílem; na ostrovech existuje několik muzeí (částečně ve volné přírodě), řada umělců zde provozuje svá studia.
Své dnešní jméno Suomenlinna (česky Finský hrad) dostala pevnost až po získání nezávislosti, setkat se však lze i s původním švédským názvem Sveaborg (česky Švédský hrad). Roku 1991 byl komplex staveb zařazen na listinu světového kulturního dědictví UNESCO.

## V umění
Americký spisovatel George R. R. Martin napsal jako student povídku o kapitulaci pevnosti, ke které došlo v roce 1808 pod názvem Pevnost (anglicky The Fortress). Povídka byla později publikovaná v prvním dílu sborníku povídek Dreamsongs: Volume 1 v roce 2007. Kniha vyšla v češtině v roce 2018 pod názvem Snové písně, svazek první.

## Osobnosti
- Vissarion Grigorjevič Bělinskij (41811–1848), ruský literární kritik

## Galerie

Čtvrť Suomenlinna
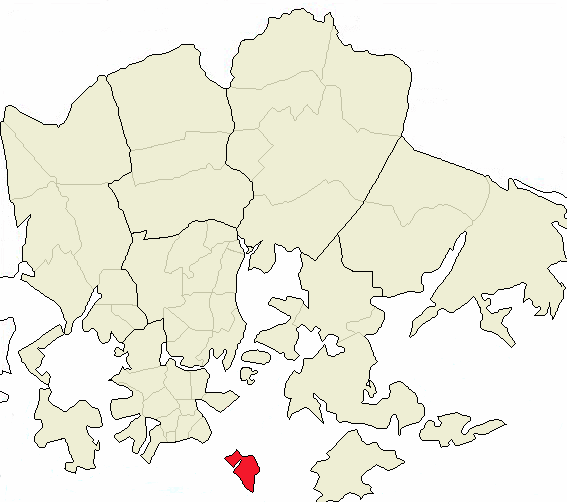
Ostrovy Suomenlinna
Ostrovy Suomenlinna
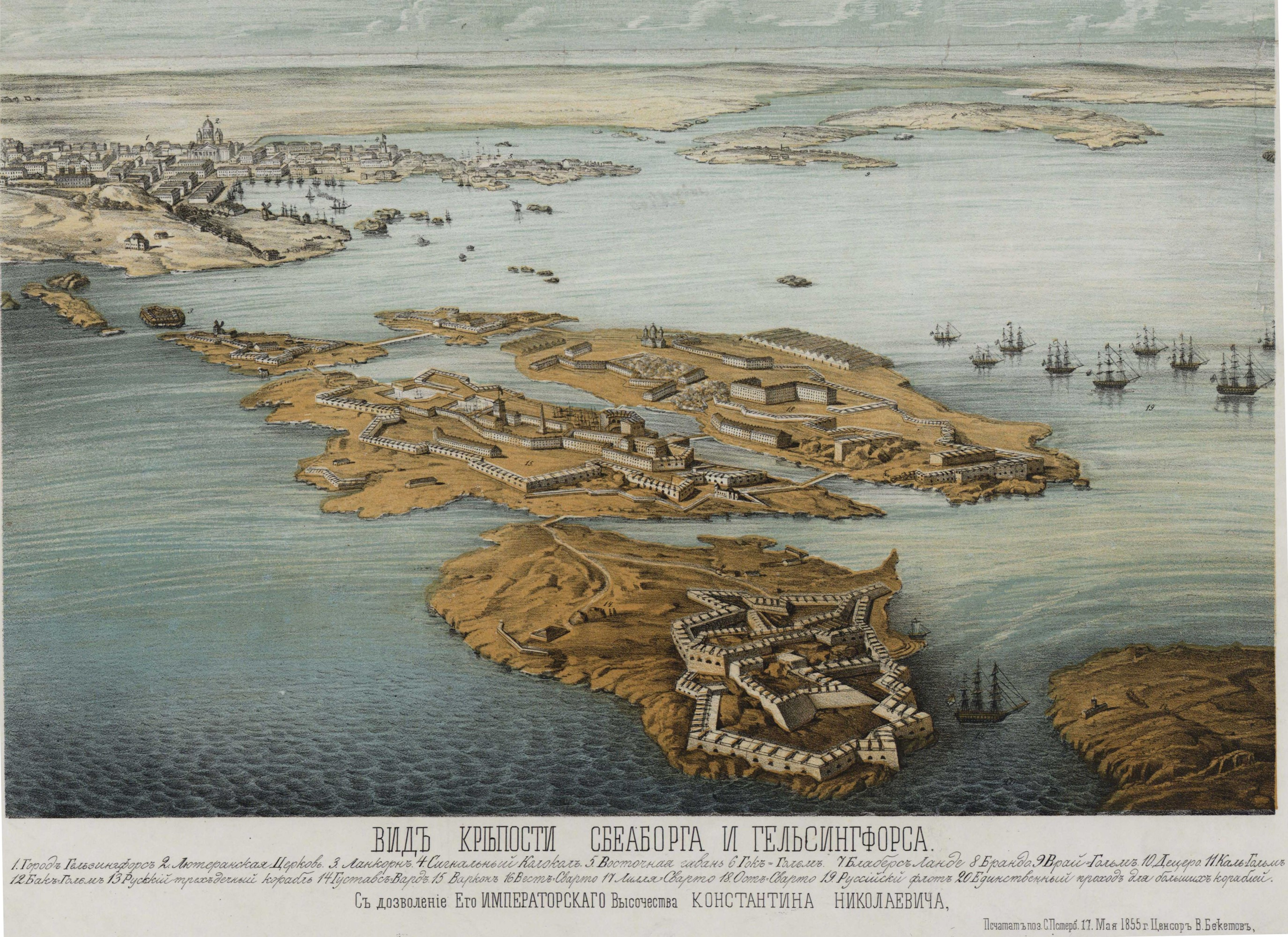
Ostrovy Suomenlinna v r. 1855
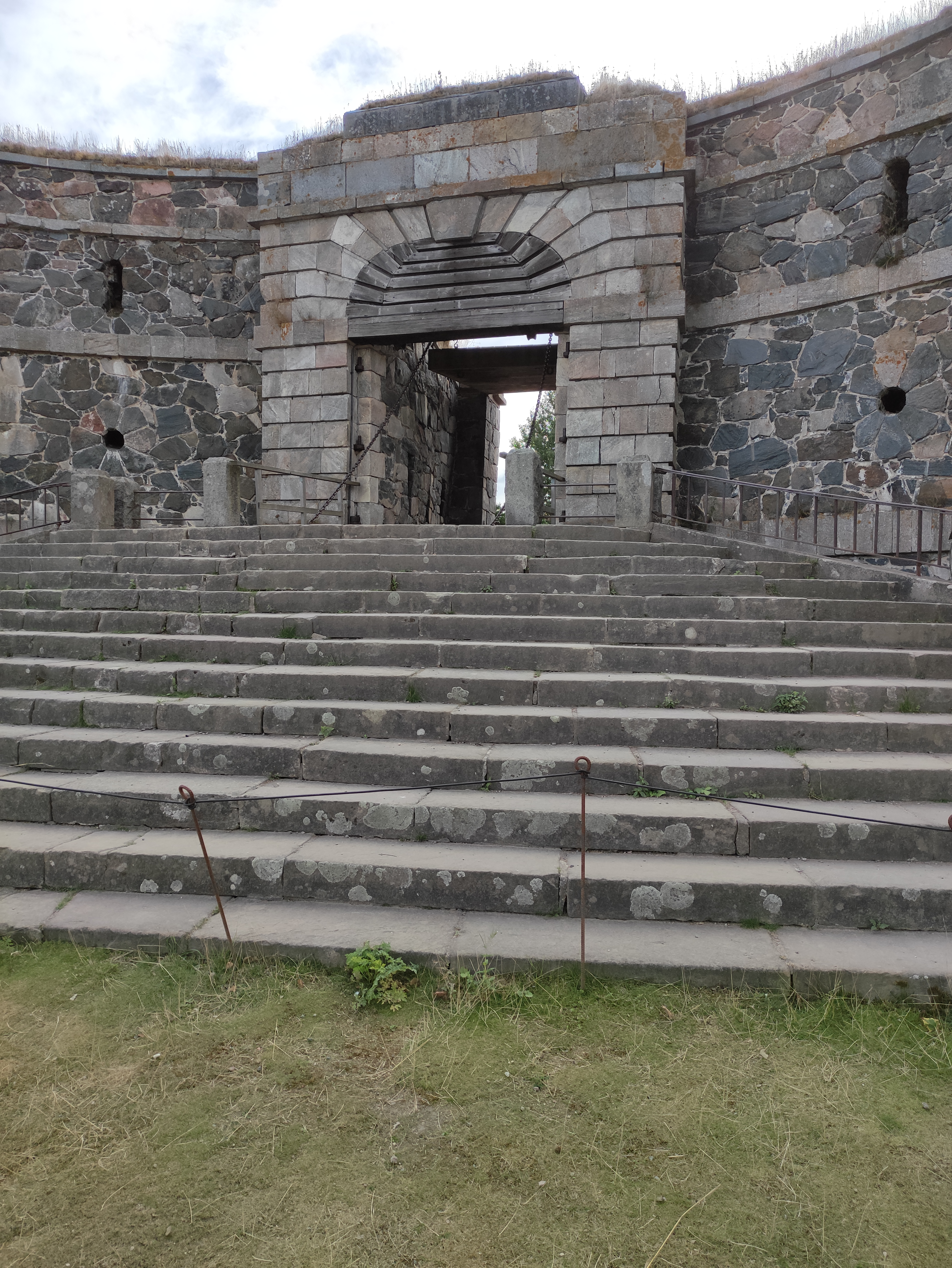
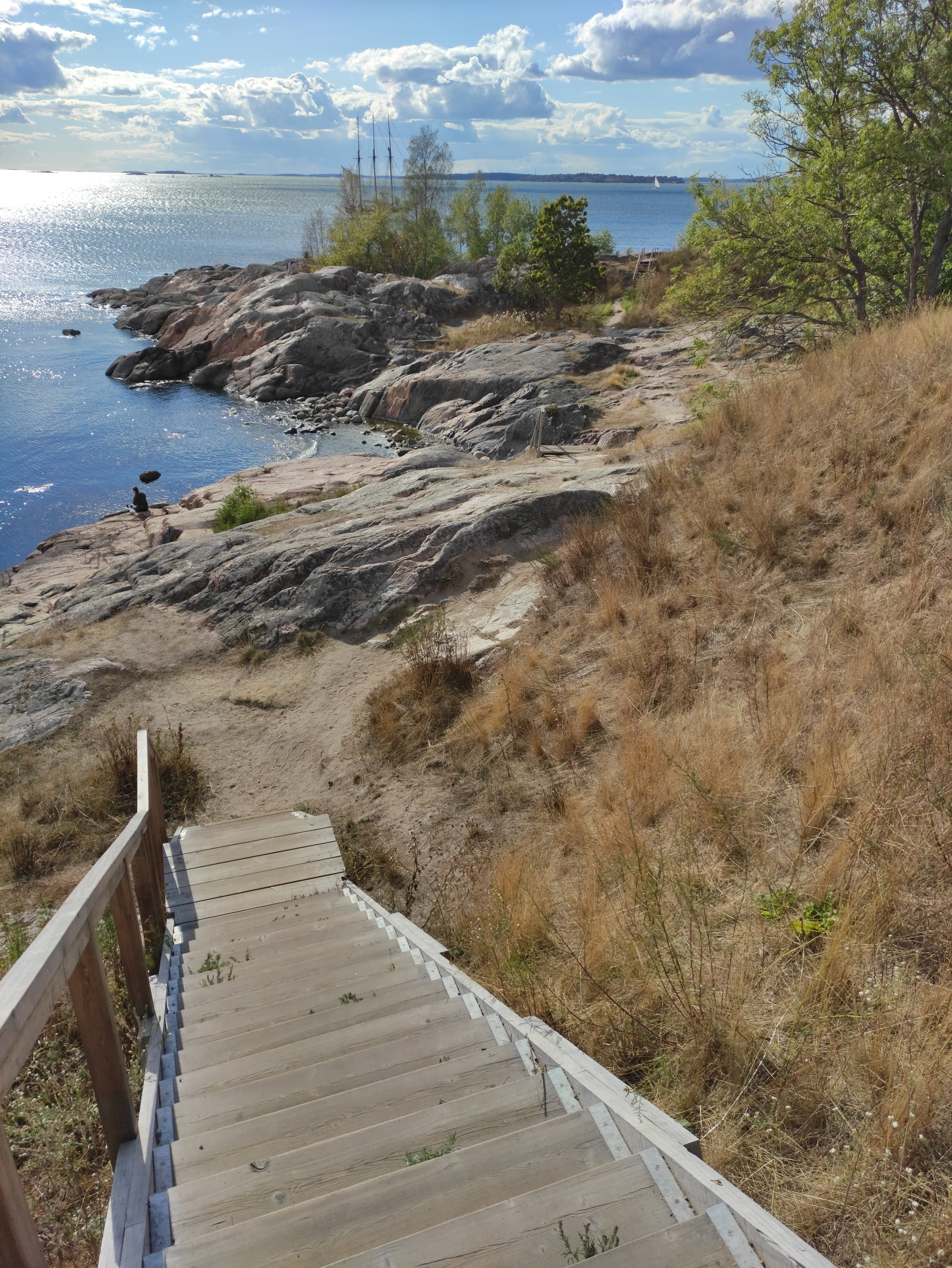
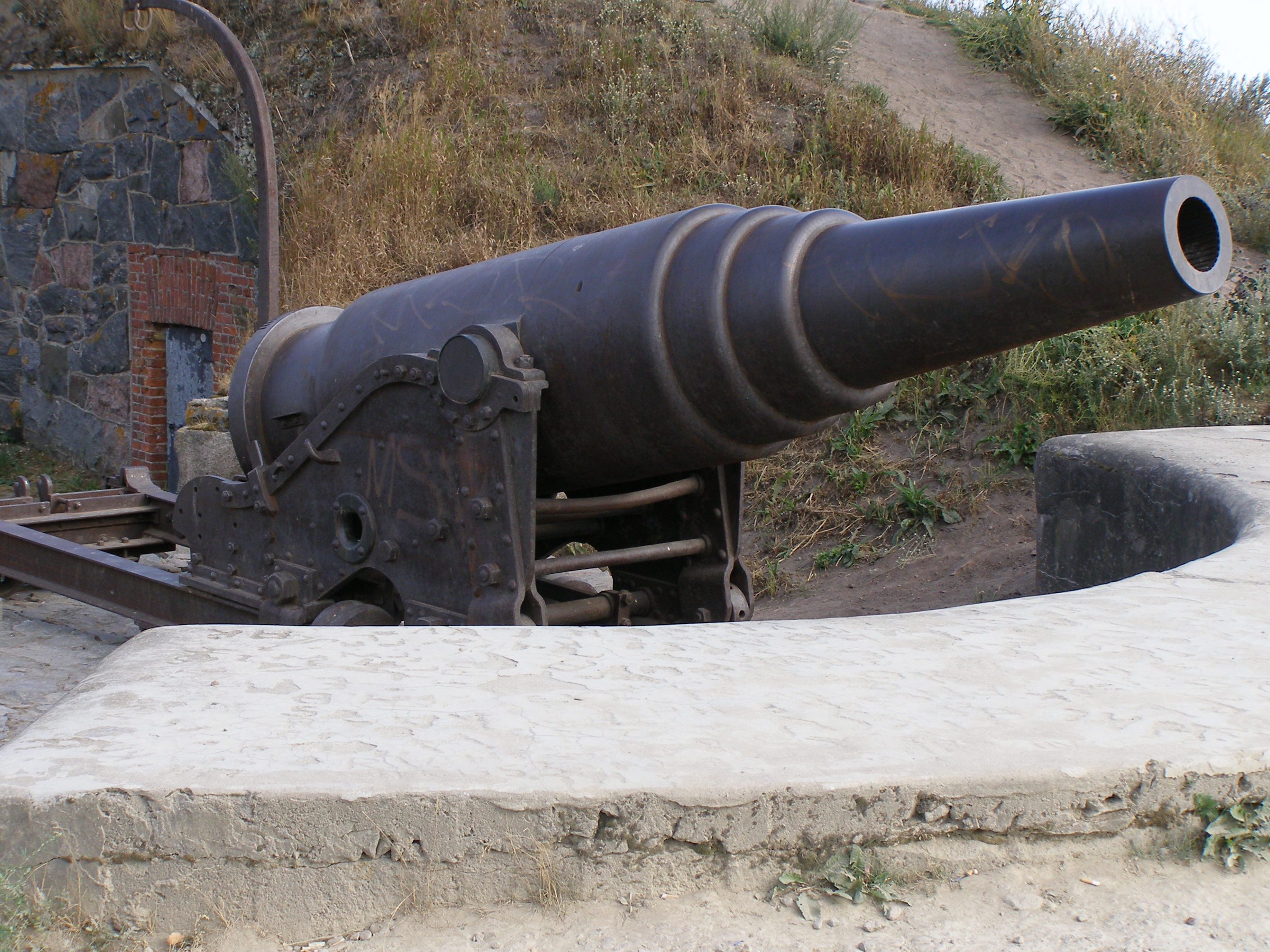